# Ateloglutus blanchardi
Ateloglutus blanchardi är en tvåvingeart som beskrevs av Cortes 1979. Ateloglutus blanchardi ingår i släktet Ateloglutus och familjen parasitflugor. Inga underarter finns listade i Catalogue of Life.